# دم‌سرخ سربی
دُم‌سُرخ سُربی یا گنجشک سربی رودخانه‌ای (نام علمی: Rhyacornis fuliginosa) گونه‌ای پرنده است که در خانواده مگس‌گیران قرار دارد. زیستگاه این پرنده در جنوب آسیا، آسیای جنوب شرقی و چین می‌باشد. رنگ جنس نر ترکیب رنگی از خاکستری سنگی و آبی با دم قرمز زنگ‌زده و رنگ جنس ماده خاکستری با کپل سفید است. نام این گنجشک از رنگ سربی آن گرفته شده است. دم‌سرخ سربی تمایل به زندگی در حوالی جریانات آبی و رودخانه‌های پرسرعت دارد. طول این پرنده ۱۴ سانتی متر و وزن متوسط آن برای جنس نر ۲۲ و برای ماده ۱۸/۸ گرم است. دم‌سرخ سربی از لحاظ وضعیت بقای گونه‌های زنده در رده کمترین نگرانی در سیاهه قرمز گونه‌های در معرض خطر قرار دارد.